# Landraubtiere
Landraubtiere (Fissipedia) ist die Bezeichnung für eine in der modernen biologischen Systematik nicht mehr verwendete Unterordnung der Raubtiere, in der ihre an Land lebenden Vertreter zusammengefasst wurden. Die „Landraubtiere“ standen der anderen, dementsprechend als „Wasserraubtiere“ (Pinnipedia) bezeichneten Unterordnung mit den aquatischen Raubtieren gegenüber, die in der aktuellen Systematik als Taxon der Robben weiterbesteht.
Nach derzeitigem Stand der Wissenschaft gingen aus den ursprünglichen Raubtieren schon früh die Hauptlinien der modernen Raubtiere hervor, die Katzenartigen (Feliformia) und die Hundeartigen (Caniformia). Die Robben bilden allerdings keine separate Entwicklungslinie, sondern eine natürliche Verwandtschaftsgruppe (Monophylum) innerhalb der Hundeartigen. Damit sind die „Landraubtiere“ keine natürliche Verwandtschaftsgruppe, sondern paraphyletisch, weil sie die Robben als Nachfahren des jüngsten gemeinsamen Vorfahren von Katzenartigen und landlebenden Hundeartigen per Definition nicht mit einschließen.

## Namensgebung
Der Name „Fissipeda“ wurde 1791 von Blumenbach in die Literatur eingeführt, aber zumeist als „Fissipedia“ gebraucht. Beide Namensvarianten leiten sich von lateinisch findere ‚spalten‘ sowie pes, pedis ‚Fuß‘ ab und bedeuten „Spaltfüßer“. Diese Benennung nimmt Bezug auf den Unterschied zu den Pinnipedia oder „Flossenfüßern“, denn die Zehen an der Pfote der Spaltfüßer sind „frei“ und nicht wie bei den Flossenfüßern miteinander durch Schwimmhäute zu einer Flosse verbunden.